# كيفن أورتيز
كيفن أورتيز (بالإسبانية: Kevin Ortíz)‏ هو لاعب كرة قدم أرجنتيني، ولد في 18 سبتمبر 2000.